# Трг Марије Трандафил (Нови Сад)
Трг Марије Трандафил налази се у најстаријем делу Новог Сада. Трг почиње као продужетак улице Николе Пашића, чији је накада био део и протеже се око 210 м, до раскршћа са улицом Јована Суботића, одакле се у истом правцу наставља Кисачка улица.

## Име
Трг од 2001. године носи име Марије Трандафил, новосадске велепоседнице и једне од највећих српских добротворки.
Трг је првобитно био део новосадске Велике чаршије (данашња Пашићева улица). Када је формиран као трг, крајем 18. века, прво име му је било Житни трг и оно се није мењало све до 1927. године, када је назван Трг кнегиње Зорке. Током окупације у Другог светског рата враћа се име Житни трг. После Другог светског рата име је промењено у Трг Светозара Марковића, које је носио све до 2001. године, када је добио данашње име. Светозар Марковић је једно време живео и деловао као емигрант у Новом Саду. Поред осталог био је активан и у Задрузи Срба занатлија, чије се седиште налазило на овом тргу.

## Историја
Нови Сад је настао на раскршћу три пута, који су се састајали на месту где се данас налази споменик Јовану Јовановићу Змају испред владичанског двора. Од овог раскршћа ка западу, кроз Главну улицу (данашња Змај Јовина) пружао се пут ка Футогу и Каменици, који се на данашњем Тргу Слободе рачвао у два правца. Од раскршћа ка југу, кроз данашњу Дунавску улицу, ишао је пут ка Петроварадину и даље ка Београду. Од раскршћа ка северу, кроз данашњу Пашићеву, ка Темерину и даље ка Будимпешти, од кога се код некадашње кафане Три краља одвајао пут за Кисач (данашња Кисачка улица). На средини Змај Јовине ка северу одвајао се још један стари пут ка Руменци (данашња Милетићева). На најстаријем плану града Новог Сада, израђеном 1745. године, непосредно пре добијања статуса Слободног краљевског града, овај трг не представља посебну целину већ је део велике чаршије (данашња Пашићева). Крајем 18. века овде је из данашње Змај Јовине пребачена житна пијаца и формиран је трг који је добио име Житни трг.
Када је 1748. године Нови Сад добио привилегију слободног краљевског града, брзо се развијао у напредну варош трговаца, занатлија и баштована. Нарочито је оживео трговачки и робни промет, тако да је у граду боравило и кроз њега пролазило много страних трговаца. На месту дотадашње Оберкапетаније подигнут je хан за смештаj пугника трговаца, њихове робе и запрега. Трговци који су У Нови Сад долазили из Турске и уопште с балканских простора, били су обавезни да одседну и неко време проведу у хану, као у некој врсти каратина. 3бог тога су Новосађани ову гостионицу и називали турски хан. У то време jедан од многих рукаваца Дунава се са источне стране увлачио у градску територију, па се хану могло приђи и мањим лађама, до пристаништа удаљеног 200 – 300 метара од хана (то пристаниште било је негде на половини данашње улице Јована Скерлића). Хан је постојао цело столеће - од 1748. до 1849. године, када jе порушен и спаљен током бомбардовања града 1849. године током Буне. Током овог бомбардовања, у великом пожару који је избио, цео град се претворио у буктињу. Од 2812 зграда, колико их је тада било у вароши, остало је читавих само 808. После овог догађаја дошло је до велике обнове града, захваљујући зајму који је одобрен у Бечу. У Нови Сад су стигли баумајстери (зидарски мајстори) из читаве Хабзбуршке монархије и по обављеном послу су напустили град. Они су подигли и обновили велики број објеката у самом центру града, који су замениле првобитне, углавном скромне куће са доксатима и дрвеним степеништем у оријенталном стилу. Од некада скромног полуоријенталног места Нови Сад је постао мања средњеевропска варош. Њихов посао наставили су домаћи градитељи, па је у другој половини 19. века у Новом саду изграђен велики број објеката.
Међутим и после рушења хана месту на когем се налазио и даље jе придаван значај, па jе уступано само на привремену употребу. Било је разних идеја за шта би требало искористити овај простор на дуже време. После Револуције и рушења града предстојало је подизане нове Градеке куће. Према замисли Светозара Милeтића, који је у периоду 1871/72. године био градоначелник Новог Сада, на месту где се некада налазио хан требало је подићи нову Градску кућу. У прилог тој идеји ишла је и величина плацаа. Томе би следило фермирање централног градског трга и подиэање још низа репрезентативних зграда, међy којима и централне грaдске основне школе. Овој Милетиhевоj замисли супротстављена је друга - да се централни трг обликује испред католичке цркве. Ова друта концепција је усвојена и реализована на прелазу из 19. у 20. век градњом нове католичке цркве, нове Градске куће преко пута од ње и jош неколико других грађевина. То место, данашњи трг Слободе, има и данас функцију централног градског трга. Од Милетићеве замисли реализована је само градња школе - Српске основне школе, али је на Житном тргу у периоду од половине 19. до првих деценија 20. века изграђено више објеката. Године 1874. у порти Николајевске цркве изграђена је зграда Српске основне школе у којој се данас налази Средња школа „Светозар Милетић”. Преко пута школе, на месту на коме се налазио турски хан, 1912. године изграђена је зграда Завода Марије Трандафил за српску православну сирочад у Новом Саду, у којој се данас налази Матица српска.
Од краја 19. века на тргу се налазило и седиште Задруге Срба занатлија. У почетку у згради Платонове штампарије, а од 1938. у новоизграђеној згради Занатског дома која се и данас налази на истом месту. Ова зграда је данас седиште Удружења самосталних занатлија Нови Сад.
Преко Трга Марије Трандафил је у периоду од 30. септембра 1911. до 30. септембра 1958. године саобраћао трамвај. Кроз трг је пролазила линија број 1, позната као Бела линија, која је саобраћала од бање и болнице дуж Футошке улице, Јеврејске, Змај Јовине поред Владичанског двора и затим Пашићевом и Темеринском до канала, где је био крај линије.

## На Тргу Марије Трандафил

### Трг Марије Трандафил 1
На броју 1 налази се зграда Српске основне школе, познатије ка Милетићева основна школа. Изграђена је у порти Николајевске цркве, на основу пројекта Ђерђа Молнара, „трошком варошке општине“ по одлуци Главне скупштине Магистрата из 1869. године. Зграда је грађена у стилу класицизма, са основом у облику ћириличног слова „Ш“. Данас се у овој згради налази средња школа „Светозар Милетић”.
Николајевска црква, односно Црква преноса моштију Светог Николе, је најстарији православни храм у Новом Саду. Зна се да је освећена 1730. и да су њени ктитори били браћа Недељко и Стојић Богдановић, који су је изградили као породичну гробницу. Црква је, као и многе друге грађевине у Новом Саду, порушена у Буни 1849. године. Обнову, завршену 1862. финансирали су велики добротвори Марија и Јован Трандафил из фонда коју су за ту намену и основали. Северно од ове цркве налазила се првобитна дрвена Црква, изграђена вероватно одмах после Велике Сеобе 1692.
Николајевска црква је барокна грађевина мањих димензија на којој се истичу звоник над западним прочељем и купола изнад централног дела наоса. Звоник је дозидан после изградње црке, а кубе, карактеристичног изгледа за руске цркве, везује се за помоћ која је из Русије добијена 1852. за новосадске цркве страдале у бомбардовању. Са улице се црква тешко уочава, јер је порта оивичена околним зградама. Иконостас је осликао новосадски сликар Павле Симић (1818-1876). Његов рад у оквиру црквеног сликарства се доводи у везу са назаренским сликарством са којим се вероватно упознао током студија сликарства на Академији у Бечу. У цркви су сахрањени добротвори Марија и Јован Трандафил и њихова рано преминула деца Коста и Софија.
Занимљиво је да су у њој 1913. године крштени синови Алберта Ајнштајна и Милеве Марић. На спољном зиду цркве, на једној надгробној плочи, налази се најстарији запис речи Нови Сад на српском језику.
Преко пута школе, на раскрсници са улицом Матице српске, налази се здање Матице српске, задужбина добротворке Марије Трандафил. Ово је њена највећа задужбина, изграђена 1912. године као Завод за издржавање сироте и сиромашне деце у Новом Саду, односно "Заведеније Марије Трандафил за српску православну сирочад", о коме је требало да се стара Матица српска, а у случају њеног пресељења или укидања, православна општина у Новом Саду. Године 1928. сиротиште је измештено, а у зграду се уселила Матица Српска.
По својој некадашњој и садашњој намени, композицији, обликовању и позицији зграда има значајну културно-историјску и архитектонско-урбанистичку вредност. То је једноспратни објекат са дугачким крилима дуж две улице. Има засечен угао са еркером на спрату и нешто повученијом куполом. Фасадa je рађенa у стилу позног историцизма. Зграда одише класичном једноставношћу, монументалношћу и хармонијом волумена и детаља, што је све произашло из одличног примењивања законитости пропорције и симетрије. На фасади је изражена античка архитектонска пластика - тимпанони, декорација венца, натпрозорни лукови. Зграду је пројектовао чувени новосадски архитекта Момчило Тапавица.

### Трг Марије Трандафил 12
На броју 12 налази се грађевина која представља један од највреднијих примера мађарске сецесије на простору Новог Сада. Изграђена је 1909. године као стамбена палата. Пројектовао ју је познати новосадски архитекта Липот Баумхорн. Пројектована је као затворени, правоугаони, јединствени корпус са затвореним унутрашњим двориштем - атријумом у средини. Стил је доследно примењен до најситнијих детаља како у екстеријеру, тако и у ентеријеру. Објекат је до данас сачуван у изворном облику. Главна фасада носи све одлике мађарске сецесије, а завршна обрада је изведена у различитим материјалима: ружичастом камену, фасадној опеци, малтеру и штуко пластици. На балконима се налазе гвоздене ограде. У духу сецесије изведена је и столарија са декоративним орнаментима на крилима фронталне капије. Централна зона фасаде наглашена је овом капијом и обличастим еркером изнад ње. Са леве и десне стране налазе се плитки ризалити који одговарају бочним дворишним крилима. Објекат је надвишен високим, декоративно обрађеним надзитком на којем су отворени тавански прозори у виду окулуса.

### Трг Марије Трандафил 14
Крајем 18. века новосадске занатлије, удружене у цехове, чиниле су јак и угледан сталеж. Њиховим тежњама за ограничењем броја чланова цехова монархија се супротстављала увођењем олакшица за школовање занатлија и стицање мајсторских права, чиме је држава омогућавала повећање броја занатлија, јачање конкуренције и обарање цена. Сваки цех функционисао је по унапред усвојеним правилима, која су уређивала и приватни живот занатлија, посебно њихове религиозне обавезе. Новосадски магистрат је 1770. године направио први званичан попис занатлија, који је осим врсте заната којима се баве обухватао и њихову верску припадност. Према попису становништва из 1772. године у Новом Саду је било 228 занатлија православне и 137 католичке вероисповести. Иако су католички цехови уживали знатно веће привилегије, занатством су се претежно бавили православци. Након трансформације цехова према верској припадности уследила је трансформација цеховских у занатска удружења. У том периоду формирана су два удружења - српско (Задруга Срба занатлија) и мађарско (Az ujvidéki i iparegyesűlet). Седиште српских занатлија било је у згради Платонове штампарије која се и тада налазила на овом тргу.
На истом тргу данас се налази зграда Занатског дома, подигнута 1938. године за потребе удружења занатлија по пројекту Стевана Фајста. Ово је импозантна једноспратна зграда. Сведена, модернистичка фасада оплемењена је крупним натписом и рељефом мајстора ковача са шегртом, изведеним на кровном надзитку. У хоризонталном пољу масивног оквира, којим је наглашен централно постављен портал, аплицирани су симболи четири заната. У ајнфорту се налази плоча са именима најзаслужнијих чланова новосадске занатлијске организације. Између осталих ту су и имена Гедеона Дунђерског, Светозара Милетића, Јована Јовановића Змаја, Марија Трандафил, Ђоке Дунђерског других. Плоча је после Другог светског рата уклоњена из Занатског дома, али је сачувана у Музеју града Новог Сада. Удружење ју је поново поставило у Занатски дом 1995. године.
У великој сали на спрату су пре Другог светског рата одржаване приредбе Занатлијског певачког друштва „Невен”, као и балови. Дом је био стециште занатлија, нарочито помоћника и ученика, а после рата био је познат као место одржавања популарних игранки.